# Electra Heart
Electra Heart is het tweede studioalbum van de Britse zangeres Marina Diamandis, uitgebracht onder haar voormalige artiestennaam 'Marina and the Diamonds'. Het album kwam uit op 27 april 2012 en werd uitgegeven door 679 Artists en Atlantic Records.
In totaal werden er drie nummers uitgebracht van het album, die allemaal werden aangevuld met muziekvideo's. Primadonna werd uitgebracht als de eerste single van het album op 20 maart 2012, en piekte op nummer 11 in de UK Singles Chart. Na Primadonna werden er nog twee singles uitgebracht maar haalde slechts de 98e en de 198e plaats in de hitlijsten. 

## Tracklist
Standaard editie
| Nr.                  | Titel                   | Schrijver(s)                                          | Producent(en)           | Duur |
| -------------------- | ----------------------- | ----------------------------------------------------- | ----------------------- | ---- |
| 1.                   | "Bubblegum Bitch"       | Marina Diamandis, Rick Nowels                         | Nowels, Dean Reid       | 2:34 |
| 2.                   | "Primadonna"            | Diamandis, Julie Frost, Lukasz Gottwald, Henry Walter | Dr. Luke, Cirkut        | 3:41 |
| 3.                   | "Lies"                  | Diamandis, Gottwald, Thomas Pentz, Walter             | Dr. Luke, Cirkut, Diplo | 3:46 |
| 4.                   | "Homewrecker"           | Diamandis, Nowels                                     | Nowels                  | 3:22 |
| 5.                   | "Starring Role"         | Diamandis, Greg Kurstin                               | Kurstin                 | 3:26 |
| 6.                   | "The State of Dreaming" | Diamandis, Devrim Karaoğlu, Nowels                    | Nowels, Karaoğlu        | 3:36 |
| 7.                   | "Power & Control"       | Diamandis, Steve Angello                              | Kurstin                 | 3:46 |
| 8.                   | "Living Dead"           | Diamandis, Kurstin                                    | Kurstin                 | 4:04 |
| 9.                   | "Teen Idle"             | Diamandis                                             | Liam Howe               | 4:14 |
| 10.                  | "Valley of the Dolls"   | Diamandis, Devrim Karaoğlu, Nowels                    | Nowels, Karaoğlu        | 4:13 |
| 11.                  | "Hypocrates"            | Diamandis, Nowels                                     | Nowels, Karaoğlu        | 4:01 |
| 12.                  | "Fear and Loathing"     | Diamandis                                             | Howe                    | 6:07 |
| Totale lengte: 45:30 |                         |                                                       |                         |      |

Deluxe editie (bonustracks)
| Nr.                    | Titel                | Schrijver(s)                                                                   | Producent(en)                 | Duur |
| ---------------------- | -------------------- | ------------------------------------------------------------------------------ | ----------------------------- | ---- |
| 13.                    | "Radioactive"        | Diamandis, Mikkel S. Eriksen, Tor Erik Hermansen, Fabian Lenssen, Clyde Narain | StarGate, DJ Chuckie, Lenssen | 3:48 |
| 14.                    | "Sex Yeah"           | Diamandis, Kurstin                                                             | Kurstin                       | 3:46 |
| 15.                    | "Lonely Hearts Club" | Diamandis, Ryan Rabin, Ryan McMahon                                            | McMahon, Rabin                | 3:01 |
| 16.                    | "Buy the Stars"      | Diamandis                                                                      | Howe                          | 4:47 |
| Totale lengte: 1:00:12 |                      |                                                                                |                               |      |

iTunes Store bonustracks
| Nr.                    | Titel                      | Schrijver(s)                                                            | Producent(en)                  | Duur |
| ---------------------- | -------------------------- | ----------------------------------------------------------------------- | ------------------------------ | ---- |
| 17.                    | "How to Be a Heartbreaker" | Diamandis, Gottwald, Benjamin Levin, Ammar Malik, Walter, Daniel Omelio | Dr. Luke, Cirkut, Benny Blanco | 3:41 |
| 18.                    | "Radioactive" (videoclip)  |                                                                         | Casper Balslev (regisseur)     | 3:48 |
| 19.                    | "Primadonna" (videoclip)   |                                                                         | Casper Balslev (regisseur)     | 3:47 |
| Totale lengte: 1:10:08 |                            |                                                                         |                                |      |

## Verschijningsdata
| Land                | Datum         | Formaat/formaten             | Label              |
| ------------------- | ------------- | ---------------------------- | ------------------ |
| Ierland             | 27 april 2012 | Cd • muziekdownload          | 679 • Atlantic     |
| Verenigd Koninkrijk | 30 april 2012 | Standaard • deluxe • box set | 679 • Atlantic     |
| Zweden              | 2 mei 2012    | Standaard • deluxe           | Warner Music       |
| Portugal            | 6 mei 2012    | Standaard • deluxe           | Warner Music       |
| Spanje              | 6 mei 2012    | Standaard • deluxe           | Warner Music       |
| Oostenrijk          | 11 mei 2012   | Standaard • deluxe           | Warner Music       |
| Griekenland         | 14 mei 2012   | Standaard • deluxe           | Warner Music       |
| Rusland             | 14 mei 2012   | Standaard • deluxe           | Warner Music       |
| Australië           | 18 mei 2012   | Standaard • deluxe           | Warner Music       |
| Nieuw-Zeeland       | 18 mei 2012   | Standaard • deluxe           | Warner Music       |
| Zwitserland         | 18 mei 2012   | Standaard • deluxe           | Warner Music       |
| Italië              | 22 mei 2012   | Standaard • deluxe           | Warner Music       |
| Duitsland           | 25 mei 2012   | Standaard • deluxe           | Warner Music       |
| Nederland           | 25 mei 2012   | Standaard • deluxe           | Warner Music       |
| Polen               | 18 juni 2012  | Standaard • deluxe           | Warner Music       |
| Brazilië            | 18 juni 2012  | Standaard • deluxe           | Warner Music       |
| Canada              | 10 juli 2012  | Standaard • deluxe           | Warner Music       |
| Verenigde Staten    | 10 juli 2012  | Standaard • deluxe • box set | Atlantic • Elektra |
| Brazilië            | 11 juli 2012  | Cd                           | Warner Music       |